# Enrique Chazarreta
Enrique Chazarreta   (Resistencia, 29 de juliol de 1947 - 24 de març de 2021) fou un futbolista argentí.

## Selecció de l'Argentina
Va formar part de l'equip argentí a la Copa del Món de 1974.